# Neolophonotus niveus
Neolophonotus niveus är en tvåvingeart som beskrevs av Jason Gilbert Hayden Londt 1987. Neolophonotus niveus ingår i släktet Neolophonotus och familjen rovflugor.
Artens utbredningsområde är Namibia. Inga underarter finns listade i Catalogue of Life.